# Neoraja stehmanni
Neoraja stehmanni és una espècie de peix de la família dels raids i de l'ordre dels raïformes.

## Morfologia
- Els mascles poden assolir 35 cm de longitud total.[3][4]

## Reproducció
És ovípar i les femelles ponen càpsules d'ous, les quals presenten com unes banyes a la closca.

## Hàbitat
És un peix marí i d'aigües profundes (29°S-40°S) que viu entre 292-1.025 m de fondària.

## Distribució geogràfica
Es troba a l'oceà Atlàntic sud-oriental: des de la desembocadura del riu Orange fins a Agulhas Bank (Sud-àfrica).

## Observacions
És inofensiu per als humans.